# The Vision of Escaflowne
The Vision of Escaflowne är en japansk anime på 26 avsnitt producerad av Sunrise och regisserad av Kazuki Akane. Serien hade premiär i Japan den 2 april 1996 på TV Tokyo och avslutades den 24 september samma år. Serien innehåller genrerna shōjo, shōnen, romantik och mecha. Till skillnad från många andra animer som har blivit inspirerade av en populär manga så är The Vision of Escaflowne-mangan inspirerad av animen. Animen har förutom en manga även följts upp av ett spel och en film som hade premiär år 2000.

## Om animen
Animen följer en tjej, Hitomi Kanzaki, och hennes äventyr efter att hon har förts till världen Gaea, en mystisk planet där man kan se jorden och månen på himlen. I Gaea är jorden känd som den mystiska månen (the Mystic Moon) eller fantommånen (Phantom Moon). Världen Gaea är en mix av fantasy från olika kulturer, till exempel riddare, samurajer samt avancerad teknologi som kan ses i de flygande luftskeppen och de gigantiska maskindrivna rustningarna som kallas "Guymelefs", och är samma sak som mechan i andra serier. Hitomi upptäcker snart att hon har speciella krafter då hon ibland kan se in i framtiden. På grund av denna förmåga blir hon snart inblandad i konflikten mellan Zaibach Empire och de fredliga länderna. Mer och mer avslöjas under animens gång om de olika karaktärerna och deras baktankar. Och man får även veta Gaeas sanna historia.

## Figurer
- Hitomi Kanzaki (神崎ひとみ Kanzaki Hitomi) — Är en tjej som blir transporterad från jorden till Gaea. Hitomi är med i skolans banlöpningslag och gillar att läsa tarotkort och ta reda på framtiden. Efter att Van, prinsen av Fanelia, har transporterats till jorden får Hitomi en glimt av framtiden och på det sättet räddar hon hans liv. Strax efteråt blir de båda transporterade till Gaea, och så börjar hennes äventyr. Under resans gång utvecklas hennes krafter och snart kan hon mycket enkelt se in i framtiden, en egenskap som Dornkirk vill komma åt. I början av animen är hon kär i Allen Schezar men mot slutet inser hon att det är Van som hon älskar. Hitomi fyller år den 9 december.

- Van Slanzar de Fanel — Blir i animens början kung över landet Fanelia. Men hans liv förändras drastiskt, då hans land förstörs av Zaibach och under hela serien vill han hämnas. Han är Escaflownes pilot och tillsammans har de genomgått en blodpakt. Detta gör att när Escaflowne blir skadad så känner Van Escaflownes smärta. Och om Escaflowne förstörs så dör Van. Van är halvt människa och halvt Draconian vilket gör att han när han vill kan få vingar att växa ut på sin rygg.

- Allen Schezar — Är en elitriddare från landet Astoria. När han var ung kidnappades hans yngre syster Celena och han har mycket svårt att komma över detta. Han har älskat, och kommer alltid att älska prinsessan Marlene som han även har ett barn med, men eftersom Marlene gifte sig med Duke Freid under graviditeten så är det mycket mörkläggning över det hela.

- Folken Lacour de Fanel — The Strategos (Japanese軍師 gunji eller "tactician") av Zaibach, Folken är Vans äldre bror, som gav sig av efter att ha misslyckats med att döda en drake vid sin kungliga ceremoni. Draken bet av hans ena arm som han har ersatt med en mekanisk. Han anslöt sig till Zaibach och kämpade mot den fred som hans bror så gärna ville ha. Precis som Van är Folken halvt människa och halvt Draconian vilket gör att även han har vingar.

- Dornkirk — Zaibachs ledare och hjärnan bakom allt. Enligt honom själv är han över 200 jordår och genom animens gång får man veta att han på jorden var vetenskapsmannen Isaac Newton. Men efter en desperat jakt efter sanningen, hamnade han i Gaea, där han började bygga en maskin, vars uppgift var att ge folket det de ville ha. Men det var just den här kraften som förstörde Atlantis från början. Allt hänger ihop och för att maskinen ska fungera behöver han både Hitomi och Van för att få reda på hemligheten om Atlantis.

- Merle — En 13-årig kattjej som är barndomsvän till Van. Hon är mycket avundsjuk på Hitomis nära relation till Van och är i början mycket otrevlig emot henne, men till slut blir de båda goda vänner.

- Balgus — En av de tre svärdsmästarna och general över Fanelias armé. Balgus tjänade Vans pappa i sina yngre dagar och gav sig sedan av för att resa runt i Gaea för att förbättra sina färdigheter. Det var då han mötte Allen och tränade honom. Detta innebär att han har tränat både Van och Allen. Han blir dock dödad i början i animen, men fortsätter att nämnas här och där genom seriens gång.

- Millerna Sarah Aston — Den yngsta av de tre prinsessorna av Astoria. Hon är förälskad i Allen Schezar även om hon är bortlovad till prins Dryden Fassa. Millerna ville en gång i tiden bli läkare, men blev tvingad av din äldre syster Eries att ge upp sina studier. Hennes äldsta syster Merlene är bortgift med Duke Freid och är mor till Allens son, prins Chid. Millerna rymmer ifrån Asturia för att hjälpa till i kampen mot Zaibach.

- Dryden Fassa — Han är bortlovad till Millerna genom sin far Meiden, en vän till Asturias kung. Han är mycket medveten om Millernas kärlek till Allen, men fortsätter att flörta med henne i alla fall.

- Dilandau Albatou — Ledaren för en elitgrupp av Guymelefpiloter som kallas “Dragon Slayers”. Dilandau minns inget av sitt tidigare liv och när han sakta får tillbaka sitt minne återfår han sin riktiga kvinnliga form, Celena, Allens försvunna syster.

## Länder och platser
- Gaea — En mystik värd som Hitomi förs till i början av serien. Man kan se både jorden och månen på himlen. Gaea skapades av folket av Atlantis.

- Mystic Moon — Är vad jorden kallas av folket i Gaea.

- Fanelia — Ett litet kungadöme i Gaea som regeras av Fanelsläkten. Den nuvarande kungen är Van Fanel. För att bli kung så måste man genomgå en ritual som går ut på att döda en drake och ta energisten ur dess hjärta.

- Zaibach — En stor och mäktig nation som regeras av Dornkirk.

- Asturia — Ett stort kungadöme i Gaea.

- Atlantis — En antik civilisation som sedan länge har varit utplånad.

### Musik
Utgivna skivor:
- Vision of Escaflowne Original Soundtrack
- Vision of Escaflowne Original Soundtrack 2
- Vision of Escaflowne Original Soundtrack 3
- Vision of Escaflowne: Lovers Only
- Escaflowne The Movie Soundtrack
- Escaflowne Prologue 1: Earth
- Escaflowne Prologue 2: Gaea